# روسن بوژینوف
روسن بوژینوف (انگلیسی: Rosen Bozhinov؛ زادهٔ ۲۳ ژانویهٔ ۲۰۰۵) بازیکن فوتبال اهل بلغارستان است.
از باشگاه‌هایی که در آن بازی کرده است می‌توان به باشگاه فوتبال زسکا صوفیه اشاره کرد.